# Gmina Jedlicze
Die Gmina Jedlicze [jɛdˈlʲit͡ʂɛ] ist eine Stadt-und-Land-Gemeinde im Powiat Krośnieński der Woiwodschaft Karpatenvorland in Polen. Ihr Sitz ist die gleichnamige Stadt mit etwa 5750 Einwohnern.

## Geographie
Jedlicze liegt im Südosten Polens, etwa 30 Kilometer nördlich der Grenze zur Slowakei und 75 Kilometer westlich der ukrainischen Grenze.

## Geschichte
Von 1975 bis 1998 gehörte die Gemeinde zur Woiwodschaft Krosno.

### Städtepartnerschaften
Die Gemeinde hat seit dem 26. Juni 1999 eine Partnerschaft mit Mallersdorf-Pfaffenberg in Bayern.

## Gliederung
Zur Stadt-und-Land-Gemeinde (gmina miejsko-wiejska) gehören neben der Stadt Jedlicze folgende zehn Ortschaften mit einem Schulzenamt:
Chlebna
Długie
Dobieszyn
Jaszczew
Moderówka
Piotrówka
Podniebyle
Poręby
Potok
Żarnowiec